# Albatross Cove
Die Albatross Cove ist eine Bucht am südöstlichen Ende Südgeorgiens im Südatlantik. Sie liegt im nordöstlichen Teil der Cooper Bay.
Das UK Antarctic Place-Names Committee benannte sie 2009. Namensgeber ist das Boot Albatross, das dem britischen Ornithologen Niall Rankin zwischen 1946 und 1947 für seine vogelkundlichen Untersuchungen gedient hatte.